# Виноделие в Аргентине

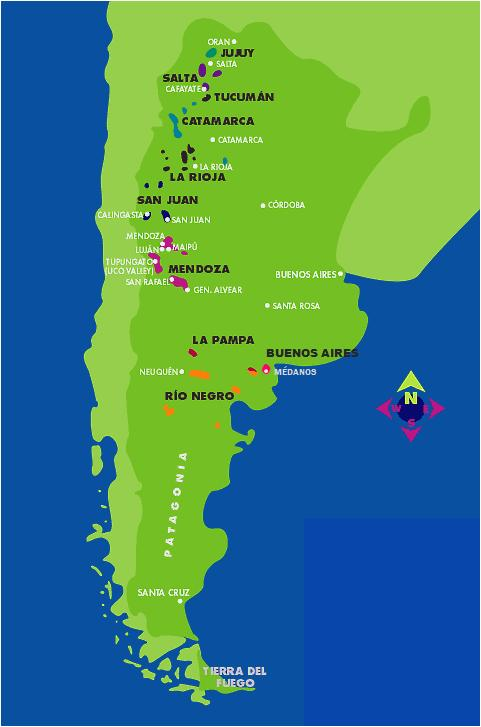
Винодельческие зоны Аргентины

Аргентинское виноделие успешно развивалось на протяжении пяти столетий и сейчас Аргентина является пятым по величине производителем вина в мире. Многообразие терруаров, значительный перепад высот виноградников над уровнем моря, континентальный климат, инновационные технологии и стремление виноделов сделали Аргентину одним из лидеров мирового виноделия.
До начала 1990-х годов Аргентина производила больше вина, чем любая другая страна за пределами Европы, хотя большая его часть предназначалась для внутреннего потребления, как часть типичной средиземноморской диеты, установленной в стране массовой иммиграцией из Италии и Испании. Исторически сложилось так, что аргентинские виноделы традиционно больше интересовались количеством, чем качеством, поскольку страна потребляла 90 % производимого вина (45 литров в год на душу населения по данным 2006 года).
Самые важные винные регионы страны расположены в провинциях Мендоса (производит более 60 % от всего аргентинского вина), Сан-Хуан и Ла-Риоха, Сальта, Катамарка, Рио-Негро и, в последнее время, южный Буэнос-Айрес.  
Из-за большой высоты и низкой влажности основных винодельческих регионов, виноградники Аргентины редко сталкиваются с проблемами насекомых-вредителей, грибков, плесени и других болезней винограда, от которых серьёзно страдают виноградники в других странах. Это позволяет выращивать виноград с небольшим количеством пестицидов или без них, а также легко производить даже органические вина.

## История
Занимающая высокие позиции на мировом винном рынке, Аргентина стала важной винодельческой страной сравнительно недавно, хотя виноделие как отрасль производства в Аргентине существует уже с XVI века. 
Первые виноградники были посажены испанскими колонистами. Священники-миссионеры сажали виноградники возле своих миссий, чтобы производить вино для причастия.
Отцом аргентинского виноделия принято считать преподобного Хуана Сидрона, который  в 1556 году (по данным аргентинского историка Эмилио Наварро) посадил первые виноградные лозы в Мендосе.

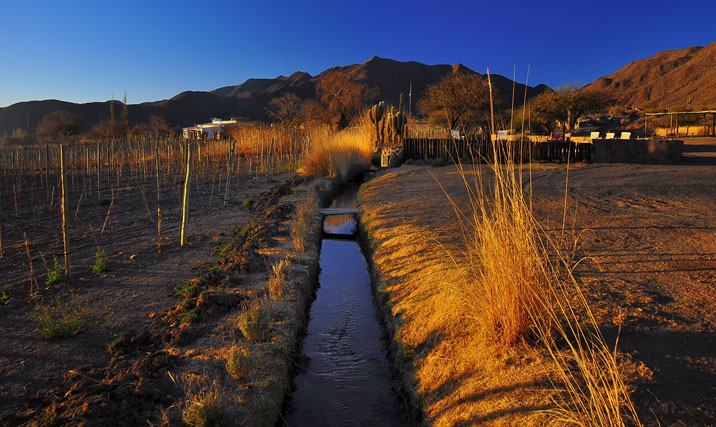
Оросительный канал на винограднике в Аргентине

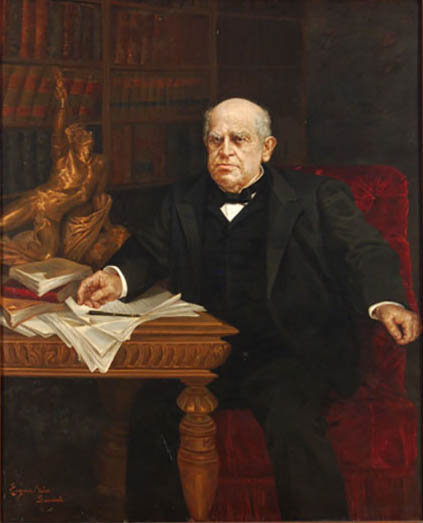
Доминго Фаустино Сармиенто

Первый зарегистрированный коммерческий виноградник был основан в Сантьяго-дель-Эстеро в 1557 году миссионерами-иезуитами. Расширение площадей в Мендосе последовало в начале 1560-х годов и в Сан-Хуане между 1569 и 1589 годами. В это время миссионеры и поселенцы начали строительство сложных оросительных каналов и плотин, которые задерживали и перераспределяли воду из рек и ручьев, берущих начало от тающих ледников Анд. Без этой системы полива сельское хозяйство на западе Аргентины было крайне затруднено (фактически невозможно) ввиду малого количества естественных осадков..
В XIX веке губернатор провинции Доминго Фаустино Сармиенто пригласил французского агронома Мишеля Эме Пуже, чтобы спроектировать виноградный питомник в Мендосе для дальнейшего развития виноградарства и виноделия. Закладка питомника под названием Quinta Agronómica de Mendoza была одобрен 17 апреля 1853 года. Пуже импортировал первые французские сорта, включая Мальбек, Каберне Совиньон и Каберне Фран.
В XIX веке началась первая волна иммигрантов из Европы. В связи с эпидемией филлоксеры в Европе иммиграция значительной части разорившихся виноградарей в Аргентину из Испании, Франции и Италии сильно простимулировала прогресс в местной культуре виноделия.  Вместе с переселенцами в страну попали самые разные сорта винограда со всего мира и традиции изготовления вина. 

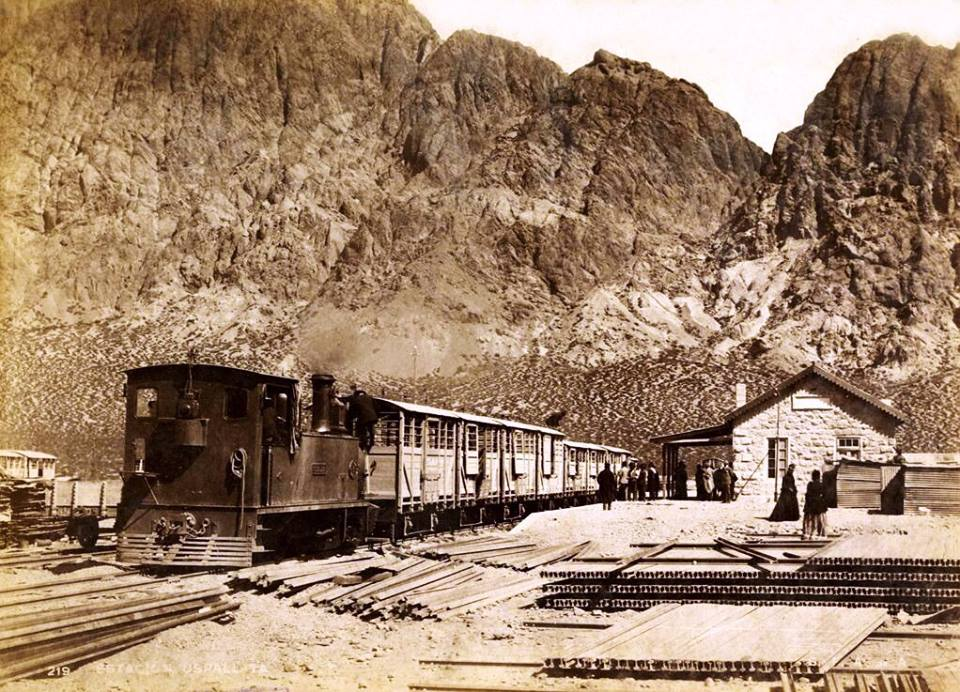
Железнодорожная станция Успайата на Transandine Railway

Попадание филлоксеры в страны Нового Света шло с некоторым отставанием от Европы и в Аргентине она была впервые обнаружена в 1878 году. Однако малое количество осадков и низкая влажность почвы в Мендосе не позволяют ей полноценно развиваться и размножаться, поэтому несмотря на зараженность всех винодельческих регионов этим вредителем заметное количество виноградников продолжает существовать на собственных корнях в непривитой культуре и существует в таком виде в течение многих десятков лет — по данным национального Института виноградарства Аргентины на 2020 год  более 1000 гектаров виноградников по всей стране было посажено более 100 лет назад.
Важнейшим этапом в развитии виноделия в Аргентине является постройка в 1885 году железной дороги от Буэнос-Айреса до Мендосы, которая с одной стороны резко увеличила приток европейских переселенцев во внутренние регионы страны и тем самым принесла туда современные технологии виноградарства и виноделия, а с другой стороны обеспечила легкий и дешевый способ доставки производимого вина на крупнейший рынок страны — в его столицу. На некоторых винодельнях Мендосы, в частности у винодельни Trapiche, на территории до сих пор сохраняются остатки железнодорожных путей того времени.
В 1959 году в Аргентине был принят закон №14.878, который привел к основанию Национального института виноградарства Аргентины (National Institute of Vitiviniculture, INV) и классифицировал вино как "пищевой продукт", со всеми соответствующими изменениями в регулировании его производства.
В период крайней политической нестабильности и военных диктатур 1970-х годов в Аргентине многие старые виноградники раскорчевываются и заменяются на чрезвычайно неприхотливые и плодовитые сорта Криола Гранде и Бонарда, из которых производят большие объемы дешевого столового вина "на каждый день". Запрос на минимальную себестоимость вина приводил к тому, что технология производства была самой примитивной, вино часто было окисленным из-за выдержки в низкокачественных старых бочках и совершенно непригодным для экспорта. Даже в странах Латинской Америки Аргентина имела репутацию производителя вина крайне низкого качества. Вина практически полностью потреблялись внутри страны — в 1993 году на экспорт вино отгружалось только 10 винодельнями в объеме менее чем 2% национального производства.
До начала 1990-х годов Аргентина производила больше вина, чем любая другая страна за пределами Европы и самостоятельно потребляла его ввиду того, что почти все это вино было категорически непригодно для экспорта.
В начале 1990-х годов переход к неолиберальной экономике позволил иностранным и местным инвестициям дать толчок к развитию винного бизнеса и выходу на международные рынки. В это время несколько иностранных винодельческих компаний основали винодельни в Мендосе. Выйти на международный рынок и стать одним из ведущих игроков Аргентине удалось благодаря Николасу Катена, владельцу винодельни в Мендосе, и его главному виноделу, компаньону и товарищу, американцу Полу Хоббсу. Они стартовали свой винодельческий проект с изначальной идеей продавать весь объем производимого вина в США,  что позволило превратить простое и грубоватое молодое местное вино в элегантное и мощное, соответствующее всем современным представлениям. В своем интервью для VinoApp Пол Хоббс рассказывал: «Изначально я даже не планировал ехать в Аргентину! Я слышал множество плохих отзывов от коллег и прессы, и был убежден, что Аргентина — пустошь, где производят вина для бомжей. Меня интересовала соседняя страна — Чили. Поэтому в марте 1988 года я организовал поездку, чтобы исследовать эту страну. Но я совершил ошибку, хорошую — я пригласил своего университетского друга присоединиться ко мне. Когда хозяин комнаты из Университета Калифорнии узнал, что я пригласил в поездку аргентинца, он нас выгнал! И в итоге на следующее утро мы поехали в Мендосу, просто потому что нас выгнали. Когда мы ехали по Ruta 7, я увидел первые виноградники в Мендосе и был бесконечно впечатлен. И с этого начались мой интерес и вся моя история в этой стране».

## Винодельческое законодательство
В 1959 году в Аргентине был принят закон №14.878, который привел к основанию Национального института виноградарства Аргентины (National Institute of Vitiviniculture, INV) и классифицировал вино как «пищевой продукт», со всеми соответствующими изменениями в регулировании его производства
В 1999 году сенат Аргентины принимает важный документ — закон № 25.163 "Виноделие Аргентины: Закон об установлении системы классификации аргентинских вин", согласно которому вина, изготовленные в этой стране, по качеству и месту происхождения винограда делятся на три категории:
- Indication de Procedencia (I.P.) — вина с указанием общего места происхождения винограда (не менее 80 % общего объема), без дополнительных ограничений
- La Indication Geografica (I.G.) — вина с указанием определенного географического региона, вина из которого обладают особыми характерными качествами
- La Denomination de Origen Controlada (D.O.C.) — вина, контролируемые  по происхождению, полностью произведенные и бутилированные в рамках указанной географической зоны, с соблюдением свода правил производства вин на данной территории. Данная категория является наивысшей категорией аргентинских вин в Аргентине.

Сегодня в стране насчитывается более 100 уникальных географических указаний, из которых только две зоны имеют статус DOC — Luján de Cuyo DOC и San Rafael DOC.
За соблюдением всех правил в отношении выращивания винограда и производства вина следит Национальный институт виноградарства и виноделия (Instituto Nacional de Vitivinicultura — INV).

## Климат и география

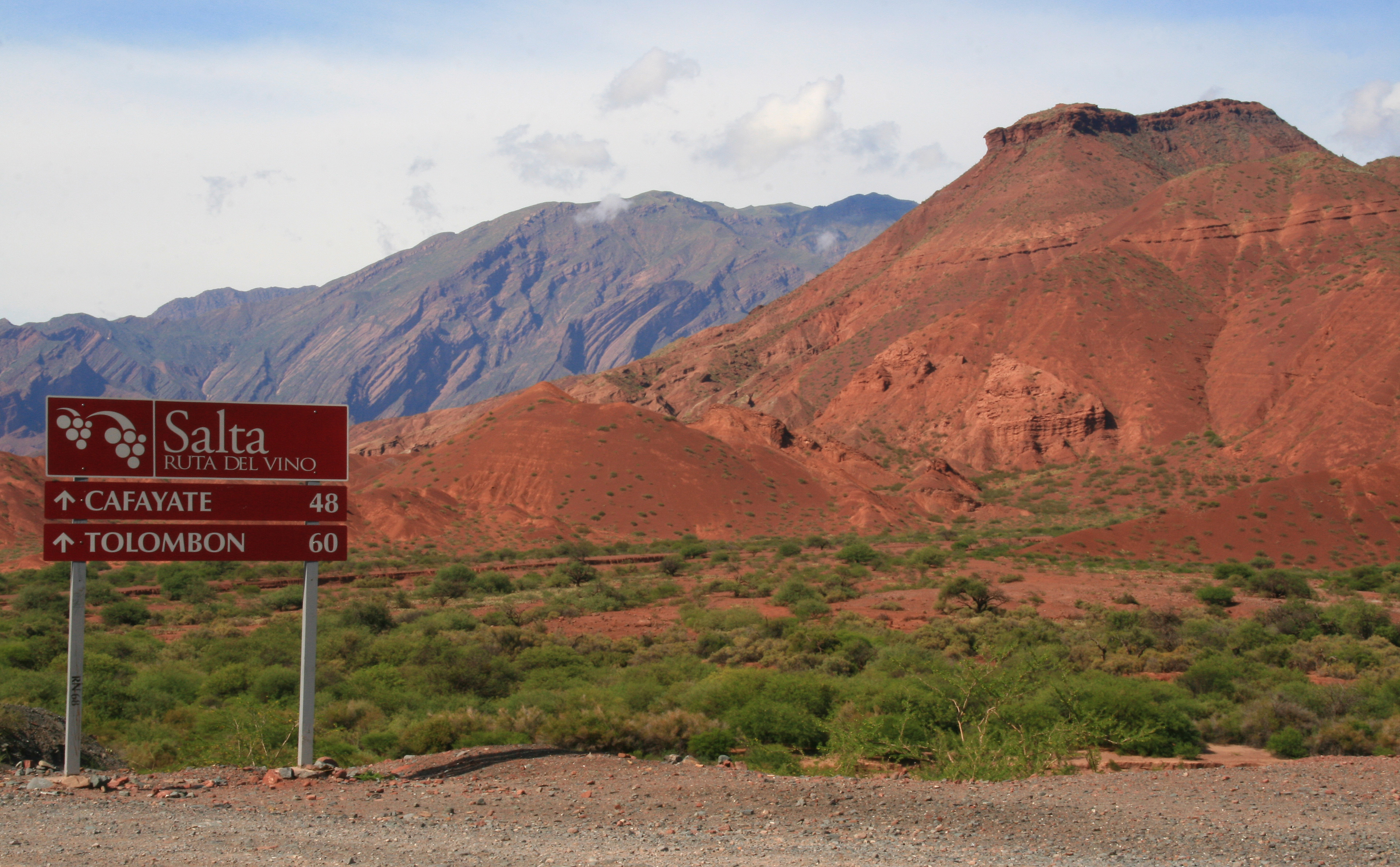
Винодельческий регион Сальта, «винная дорога»

Аргентина — страна, в которой высота виноградников над уровнем моря является принципиальным фактором терруара. Большая протяженность страны с севера на юг и приближенность Анд создают уникальное разнообразие микрозон и микроклиматов. Высота виноградников служит регулятором температуры — для каждых 150 метров линейного подъема над точкой на карте, средняя годовая температура снижается на 1 °C, что позволяет пододвигать виноградники максимально близко к экваториальным широтам без перебора температур за вегетационный период.  В частности, один из самых северных винодельческих регионов Аргентины, Сальта, лежит в районе 25 градуса южной широты, то есть на широте пустыни Сахара в северном полушарии.
Традиционные винодельческие регионы Аргентины расположены в высокогорных долинах вдали от океанов, что делает их одними из немногих континентальных районов выращивания винограда в мире. Высота также объясняет холодные ночи, вызванные западными вечерними ветрами с заснеженных Анд, что дает винам сбалансированную кислотность. Большинство регионов имеют полузасушливый пустынный климат с годовым количеством осадков, редко превышающим более 250 мм в год. Это подавляет развитие грибковых и иных заболеваний винограда и сокращает затраты на ведение виноградников в органическом формате.

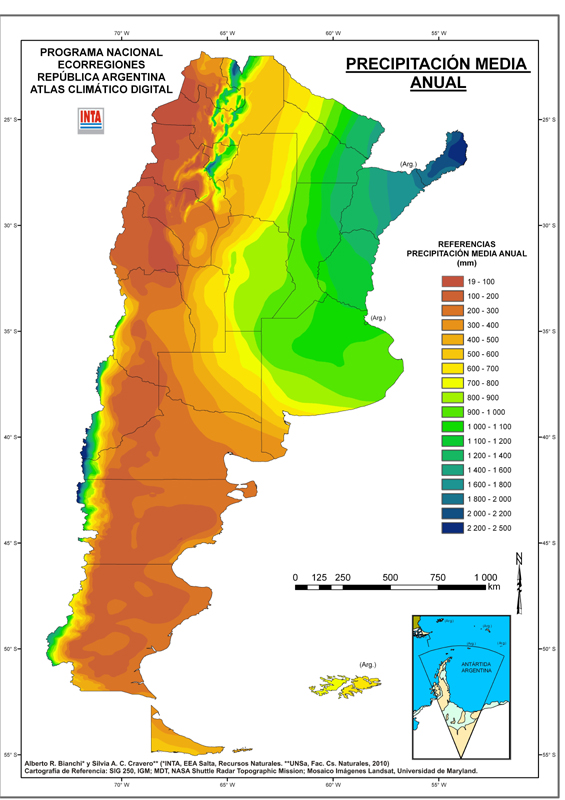
Среднегодовая норма осадков на территории Аргентины

Интенсивный солнечный свет, большой перепад дневных и ночных температур, малое количество осадков — все это характеристические особенности практически всех винодельческих регионов Аргентины. В этих условиях виноград формирует на ягодах толстую кожицу для защиты от солнечного излучения, и итоговые вина получаются ароматными и концентрированными.
В самых теплых регионах (таких как Катамарка, Ла-Риоха, Сан-Хуан и восточные районы Мендосы) летние температуры в течение вегетационного периода днем могут быть очень жаркими, с температурой выше 40 °C. Ночные температуры могут опускаться до 10 °C, создавая широкий диапазон суточных температур. В некоторых регионах действует более умеренный климат, например, в регионе Кафаяте в Сальте, Рио-Негро и в западной части Мендосы, которая включает департаменты Лухан-де-Куйо и Тупунгато. Зимние температуры могут опускаться ниже 0 °C, но заморозки — редкое явление для большинства виноградников, за исключением тех, которые высажены на очень большой высоте с слабой циркуляцией воздуха. Большинство осадков выпадает в летние месяцы, а в конце лета иногда выпадает в виде града, что может нанести вред виноградным лозам. Эти более теплые регионы могут видеть в среднем 320 солнечных дней в году.

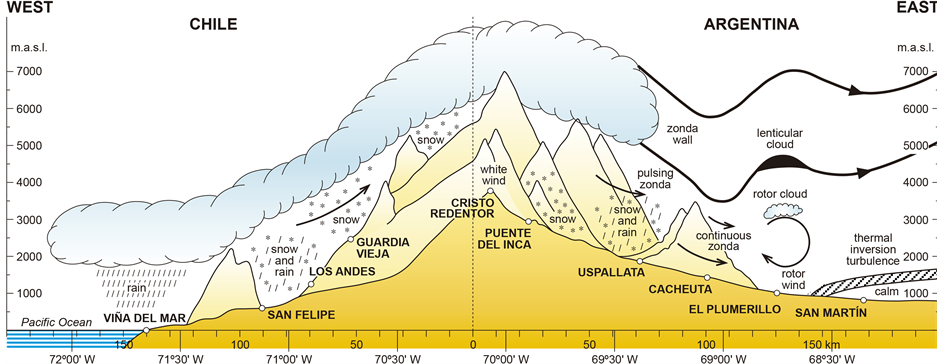
Схема образования ветра «сонда» в Аргентине

Северо-западные винодельческие регионы особенно подвержены воздействию ураганных ветров, которые дуют с Анд в период цветения в начале лета. Этот сильный ветер, обрушивающийся  на виноградники в виде горячего и сухого воздуха со скоростью более 30-40 километров в час (в предельных случаях — до 60-70 км/ч), называется сонда (исп. zonda). Сильный ветер, несущий большое количество пыли, может нарушить процесс цветения и серьезно снизить потенциальную урожайность. Большая часть вегетационного периода является засушливой, а недостаток влажности ограничивает риск и опасность различных болезней винограда.

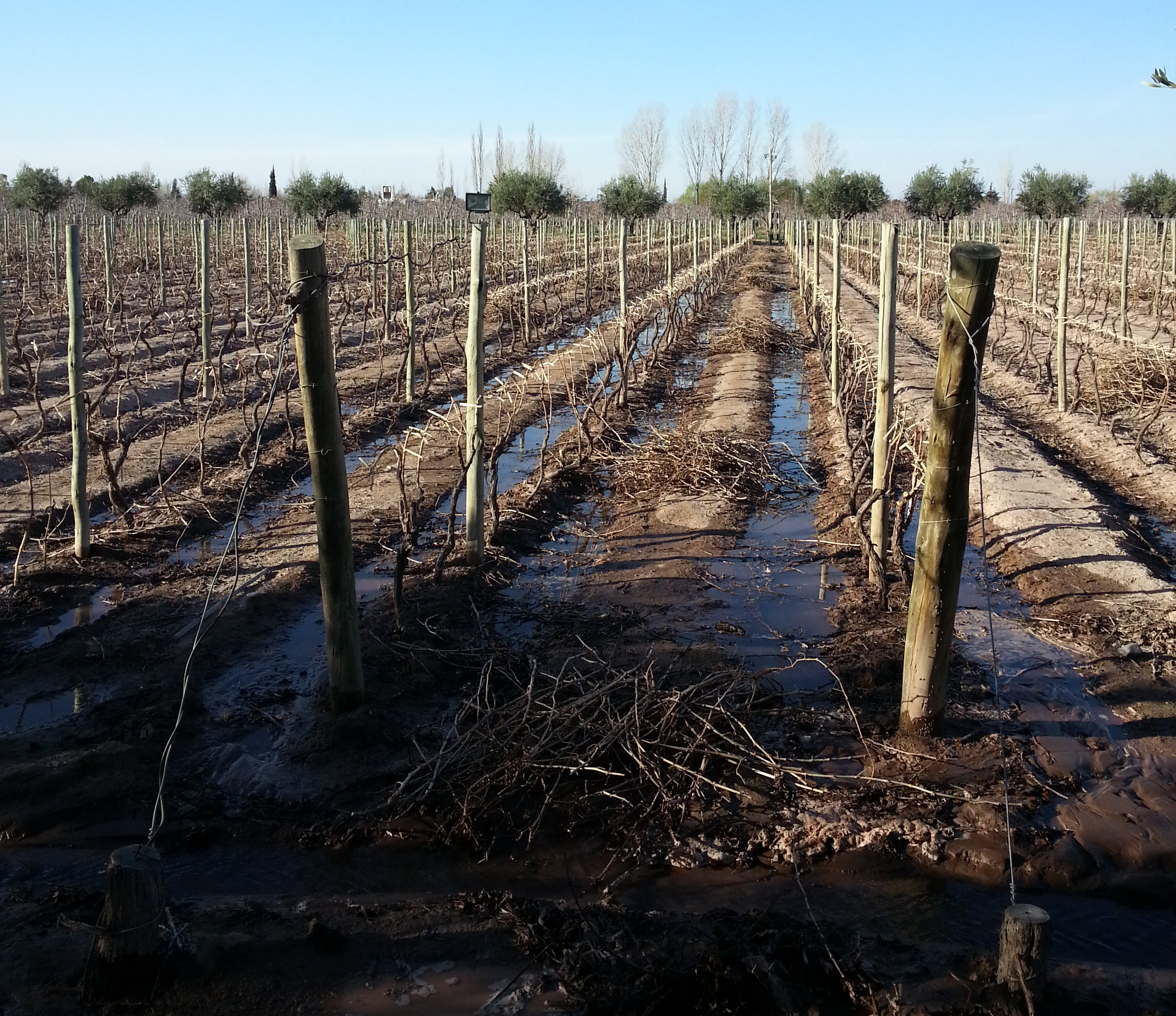
Заливное орошение на винограднике Аргентины

Анды являются ключевой географической особенностью винодельческих регионов Аргентины, практически все виноградники лежат в прямой видимости гор и испытывают сильное горное влияние. Весной, во время таяния снегов и ледников, сложная ирригационная система плотин и каналов обеспечивает жизненно важные запасы воды в винодельческих регионах для поддержания виноградарства в засушливом климате. Существует два метода орошения: заливное орошение (особенно используется на старых виноградниках) и капельное орошение (начало внедряться в 90-х годах). Капельное орошение позволяет точно регулировать процесс жизнедеятельности лозы, управлять созреванием ягод и обходиться при этом минимальным объемом влаги.
Местная почва — определяющий фактор жизнеспособности виноградной лозы. Почвы по всей стране относительно молодые, энтисоли, в основном аллювиальные, песчаные и лёссовые, имеются линзы из глины, гравия и известняка. В более прохладном регионе, Патагонии, который включает винодельческие провинции Рио-Негро и Неукен, почва более известковая. Практически всюду почва подвержена ветровой эрозии и чрезвычайно скудна в отношении запасов питательных веществ (гумуса).

## Винодельческие регионы
Территория виноделия в Аргентине по большей части представляет собой полосу земель вдоль подножья Анд, протянувшуюся с севера на юг между широтами 23—45°.
Хотя некоторое производство вина существует и в провинциях Буэнос-Айрес, Кордова и Ла-Пампа (их принято объединять в общую группу с названием Атлантик), подавляющее большинство винодельческих хозяйств приходится на территории западных провинций Аргентины, лежащих в предгорьях Анд.  Западные винодельческие территории условно подразделять на три больших группы — Север, Куйо и Патагония (карта винодельческих регионов Аргентины от ассоциации Wines of Argentina).
Винодельческие регионы Аргентины существенно различны по своим климатическим условиям и вносят очень неравный вклад в общий объем производства вина в стране — регион Куйо со своими субзонами, такими как Мендоса и Сан Хуан, аккумулируют более 95 % площадей посадок винограда и производства вина.
Провинция Мендоса — крупнейший регион и ведущий производитель вина, на который приходится более двух третей всего годового производства страны. За Мендосой следуют более северные регионы Сан-Хуан и Ла-Риоха.

### Регион Куйо
Куйо означает «пустынная страна» на языке коренных народов, населявших эту местность до прибытия колонизаторов, на языке народа уарпе. Засушливый и умеренно плодородный регион, расположенный на западе страны, на широтах от 28° до 34°, у подножия горного хребта Анд, который включает провинции Ла-Риоха, Сан-Хуан и Мендоса.
Здесь расположено более 187 тысяч гектаров виноградников, из которых 58% (108 тыс. га) составляют черные сорта винограда, 18% (33,5 тыс. га) — белые и 24% (45 тыс. га) — розовые.
Значительный перепад высот, большой выбор долин, лежащих между Главной Кордильерой, Кордильерой-Фронталь и Прекордильерой и большой набор используемых сортов винограда делает характер местных вин чрезвычайно разнообразным.

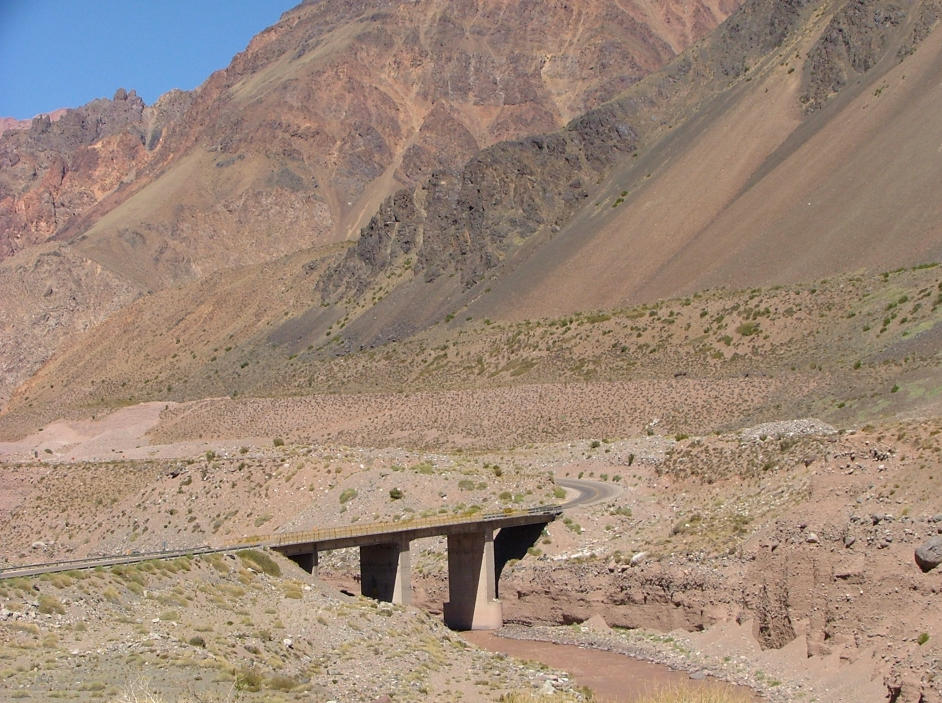
Река Мендоса и окружающий ландшафт

В целом климат региона можно охарактеризовать как полупустынный, с достаточно прохладной зимой и жарким летом, находящийся под сильным влиянием Анд. Талая вода снегов и ледников питает основные реки региона, которые преобразованы в систему водохранилищ и каналов для орошения сельскохозяйственных культур, в том числе винограда.

#### Мендоса
В Мендосе расположено около 75 % всех виноградников Аргентины и практически весь выращиваемый виноград поступает в переработку на вино, доля столовых сортов не слишком велика. Это делает Мендосу самой важной винодельческой провинцией и одним из основных центров производства вина в мире.
Большинство виноградников находятся в субрегионах Майпу и Лухан-де-Куйо. В 1993 году субрегион Мендоса в Лухан-де-Куйо стал первым наименованием контролируемым по происхождению (DO), созданным в Аргентине. Другие известные субрегионы включают долину Уко и департамент Тупунгато.
Расположенные в тени горы Аконкагуа, виноградники в Мендосе высажены на высотах от 600 до 1100 м (от 2000 до 3600 футов) над уровнем моря. Почва региона лёссовая и песчаная, аллювиальная, местами с глиняными линзами, а климат континентальный с четырьмя отчетливыми сезонами, которые влияют на виноградную лозу, включая зимний покой.
Самые высокие вершины Анд находятся в Мендосе — гора Аконкагуа высотой 6960 метров является самой высокой вершиной в Америке. Анды служат барьером для влажных тихоокеанских ветров, что в совокупности с удаленностью региона от Атлантического океана формирует солнечный, ветренный и сухой климат. Средняя годовая температура колеблется в пределах от 15 °C до 19 °C, а среднегодовое количество осадков не превышает 220мм.
Исторически в регионе массово производились вина из высокоурожайных сортов с розовой кожицей «Сереса» и «Криолла Гранде», но с начала XXI века регион полностью переключился на красные вина и к настоящему времени черные сорта винограда занимают почти 63 % площадей. 
Мальбек является самым популярным сортом выращивания в этом регионе, за ним следуют Бонарда и Каберне-совиньон
.
На высокогорных виноградниках субзоны Тупунгато, расположенных к юго-западу от города Мендоса в долине Уко, растет популярность Шардоне. 
Более прохладный климат и более низкая засоленность почв региона Майпу привлекают внимание к качеству его Каберне-совиньон.
В целом характер вин, производимых в Мендосе, можно характеризовать как «очень интенсивные, с глубоким цветом, ароматами черных фруктов, специй и цветов, полные, с хорошим потенциалом для выдержки».

#### Сан-Хуан

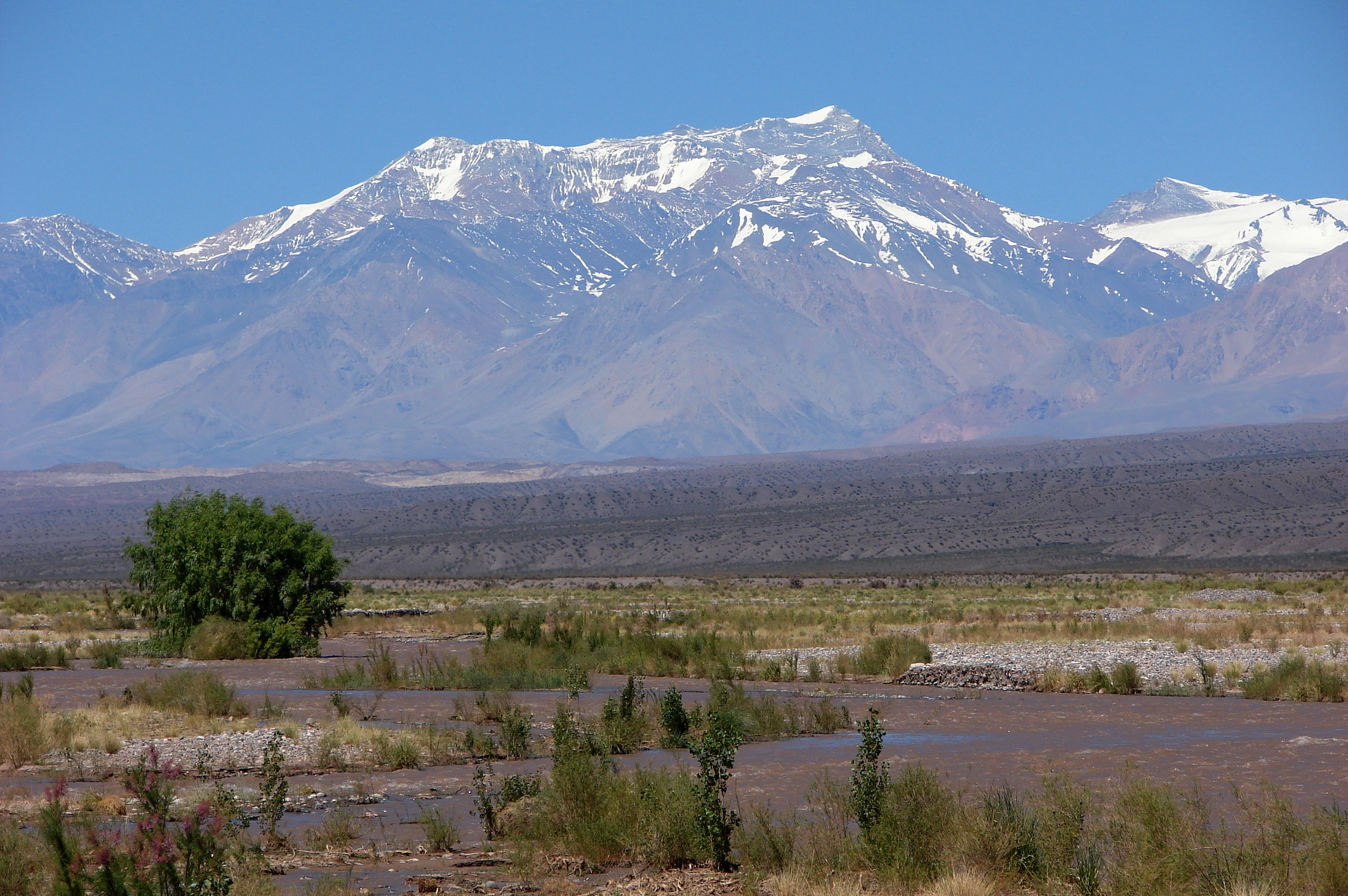
Ландшафт зоны Сан-Хуан

Сан-Хуан — вторая по важности винодельческая провинция в Аргентине после Мендосы, с 16% общей площади посадок в стране. Виноградники сосредоточены в ряде долин, разбросанных по центру и западу провинции, теплый сухой климат оказывает огромное влияние на разницу в качестве. Характеристики местных вин обусловлены высокой солнечной экспозицией и малым количеством осадков. Почвы очень разнообразны, хотя в основном аллювиальные, с песком и глиной.
Расположенный к северу от Мендосы, но на сравнимых с ней высотах над уровнем моря, регион является несколько более жарким и засушливым — среднегодовые температуры находятся на уровне 17 °C, а количество осадков не превышает 120-150мм в год. Для данного региона очень важным фактором является сонда — горячий сухой ветер, периодически приходящий со стороны Анд. Фактически ветер настолько важен, что один из трех субрегионов Сан-Хуана — долина Сонда — назван в его честь.
Благодаря солнечному и жаркому климату (менее 30 дней в год пасмурные) в Сан-Хуане практически повсеместно выращивается виноград богатый полифенолами, что придает ему значительный потенциал в хранении и развитии. Традиционно, здесь выращивают следующие сорта винограда: Сира, Мальбек, Каберне Совиньон, Бонарда, Шардоне и Торронтес. Сира нуждается в особом упоминании, как сорт, дающий наиболее яркие результаты, однако ярко выраженного лидера по площади посадок в этом регионе нет. Кроме винодельческих сортов регион выращивает довольно много винограда для потребления в свежем виде — доля столового винограда здесь превышает 13%.

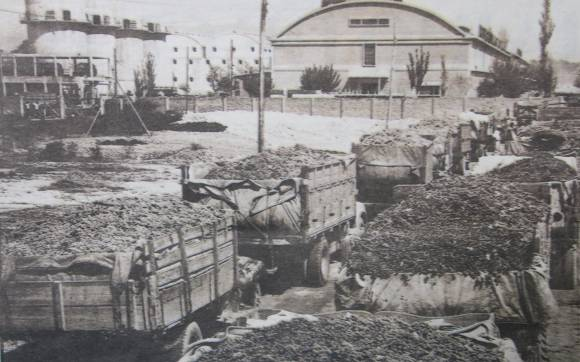
Винодельня CAVIC в 1970 году

Сан-Хуан также производит большое количество винограда сортов Криолла  гранде и Сереса, простых, с высоким содержанием сахара, которые в недавнем прошлом были его "фирменным блюдом" и до сих пор составляют около 36 процентов площади виноградников. Обычно из этих сортов делают более дешевые, полусухие и даже полусладкие вина и вина в стиле херес. Этот регион также является основной базой для производства аргентинского бренди и вермута.
Пять отдельных долин Сан-Хуана, а именно долины Тулум, Педерналь, Сонда, Ульум и Калингаста обеспечивают значительное разнообразие микроклимата и возможности для выращивания в регионе практически любых сортов винограда.
Современные белые вина имеют среднюю интенсивность цвета с зеленоватыми оттенками, насыщенный фруктовый аромат, умеренную кислотность и средней плотности структуру. Красные вина имеют интенсивный цвет и могут быть слегка рустичными, а на больших высотах (в частности, в долинах Педерналь и Тулум) вина получаются с более глубоким цветом и более интенсивным ароматом.

#### Ла-Риоха
Регион Ла-Риоха был одним в числе первых зон, где испанские миссионеры высаживали лозу еще во время Конкисты. Ла-Риоха была названа в честь северного испанского региона Хуаном Рамиресом де Веласко, уроженцем последнего. Это вызвало конфликт интересов между двумя одноименными регионами разных стран, однако в 2011 году аргентинская провинция выиграла судебный процесс, позволивший ей и дальше маркировать свои вина как «Ла Риоха, Аргентина».
Однако недостаточное возвышение региона над уровнем моря делают зону весьма жаркой и сухой — среднегодовая температура здесь достигает 19 °C, а уровень осадков по-прежнему остается очень низким — 110-130мм.
В итоге регион очень сильно отстаёт по площади посадок винограда от двух остальных и, фактически, имеет только одну субзону для производства высококачественных вин — долину Фаматина. Во всех остальных местах производятся сравнительно простые, недорогие вина, большей частью для местного рынка.
В сортовом составе больше представлен Торронтес, среди красных лоз преобладают сорта Мальбек, Каберне Совиньон, Сира и Бонарда.

### Север
Регион Север (North)  является одним из самых высокогорных регионов мира, в нем расположены такие провинции Аргентины как Тукуман, Катамарка, Хуху́й и Сальта.
Виноградники северо-западных регионов расположены между 24-й и 26-й параллелями южной широты, многие из которых расположены на высоте более 1500 м (4900 футов) над уровнем моря. Два виноградника, посаженные Bodega Colomé  в Сальте, находятся на высоте 2600м (El Arenal) и 3111м (Altura Maxima). В то время как большинство европейских виноградников редко высаживаются на высоте более 900 м.

#### Катамарка
Большая часть территории Катамарки образована горами, которые занимают более 80 % общей площади провинции. Скудные водные ресурсы, при общем расположении в засушливой и полузасушливой климатической зоне, определяют структуру населенных пунктов и сельского хозяйства — все виноградники сосредоточены в долинах и отрогах горных хребтов. На востоке хозяйства сосредоточены вокруг небольшого ряда водотоков, вода распределяется по каналам и оросительным канавам.
Среднегодовое количество осадков в провинции составляет от 400—500 миллиметров и значительно уменьшается к западу, одновременно с набором высоты. Среднегодовая температура находится в диапазоне от 16 до 19 °C, высота над уровнем моря от 750 до 2300 метров.
Название Катамарка происходит из языка кечуа и означает «крепость на склоне холма». Из трех регионов севера страны Катамарка наиболее полно засажена виноградными лозами — их общая площадь здесь превышает 2000 гектар. В провинции до сих пор выращивается большое количество Сересы, которая занимает почти 40% всего виноградника.
Лучшими субзонами считаются долина Тиногаста-Фиамбала и Санта-Мария, более высокие и прикрытые от жаркого влияния континента.
Среди качественных красных сортов преобладают Каберне Совиньон, Мальбек и Сира, в белых — Торронтес.

#### Сальта

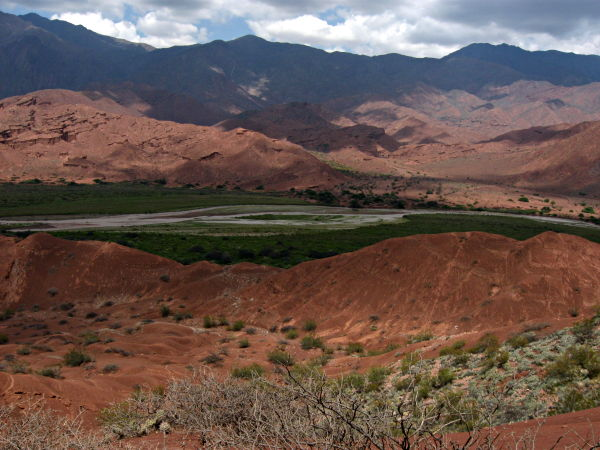
Провинция Сальта, Аргентина

Провинция Сальта, лежащая на севере Аргентины, является домом для некоторых самых экстремальных виноградников в мире. Как и в случае Катамарки и Хухуя виноградники Сальты преимущественно расположены в складках горной местности, некоторые из которых достигают высот чуть более 3000 метров над уровнем моря.
Горный ландшафт Сальты создает виноградникам полную тень от дождя, формируя постоянно ясное небо и крайне низкий уровень осадков (среднее годовое количество осадков в регионе колеблется от 185 до 250 мм). 
Обратной стороной близости гор является то, что они также обеспечивают орошение, обеспечивая надежный приток талой воды со снежных вершин. Терруар зоны выигрывает от большого суточного хода температур, что позволяет винограду полностью созревать, сохраняя при этом хорошую кислотность. Летние температуры в Сальте достигают 38 °C днем, а ночью опускаются до 12 °C. Зимы здесь холодные, с температурами до -6 °C, что дает угрозу подмерзаний и возвратных заморозков. Среднегодовая температура — 15 °C.
Фирменные сорта винограда для этой зоны — Торронтес и Мальбек, которые занимают более 90 % из 3570 гектаров зоны. Вина яркие, с сильным ароматом.
Лучшие винодельни расположены преимущественно в долине Кальчаки, в системе общих долин с провинциями Катамарка и Тукуман. 
Кафаяте (GI) на юго-западе провинции является наиболее известной субзоной. 
Субзона Эль-Ареналь — самая высокогорная.

#### Тукуман
Несмотря на то, что Тукуман является второй самой малой по величине провинцией страны, он достаточно густонаселен и имеет большую историческую ценность для Аргентины. Именно здесь, в Museo Casa Histórica de la Independencia, аргентинцы отмечают свое освобождение от испанского владычества в 1816 году.
Но с точки зрения виноградарства и виноделия  — это очень маленький регион, в котором находится всего 124 га виноградников, преимущественно трех сортов — Мальбека, Каберне-совиньона и Торронтеса.  Характер виноделия и вин очень схож с винами соседней Сальты.

#### Жужуй

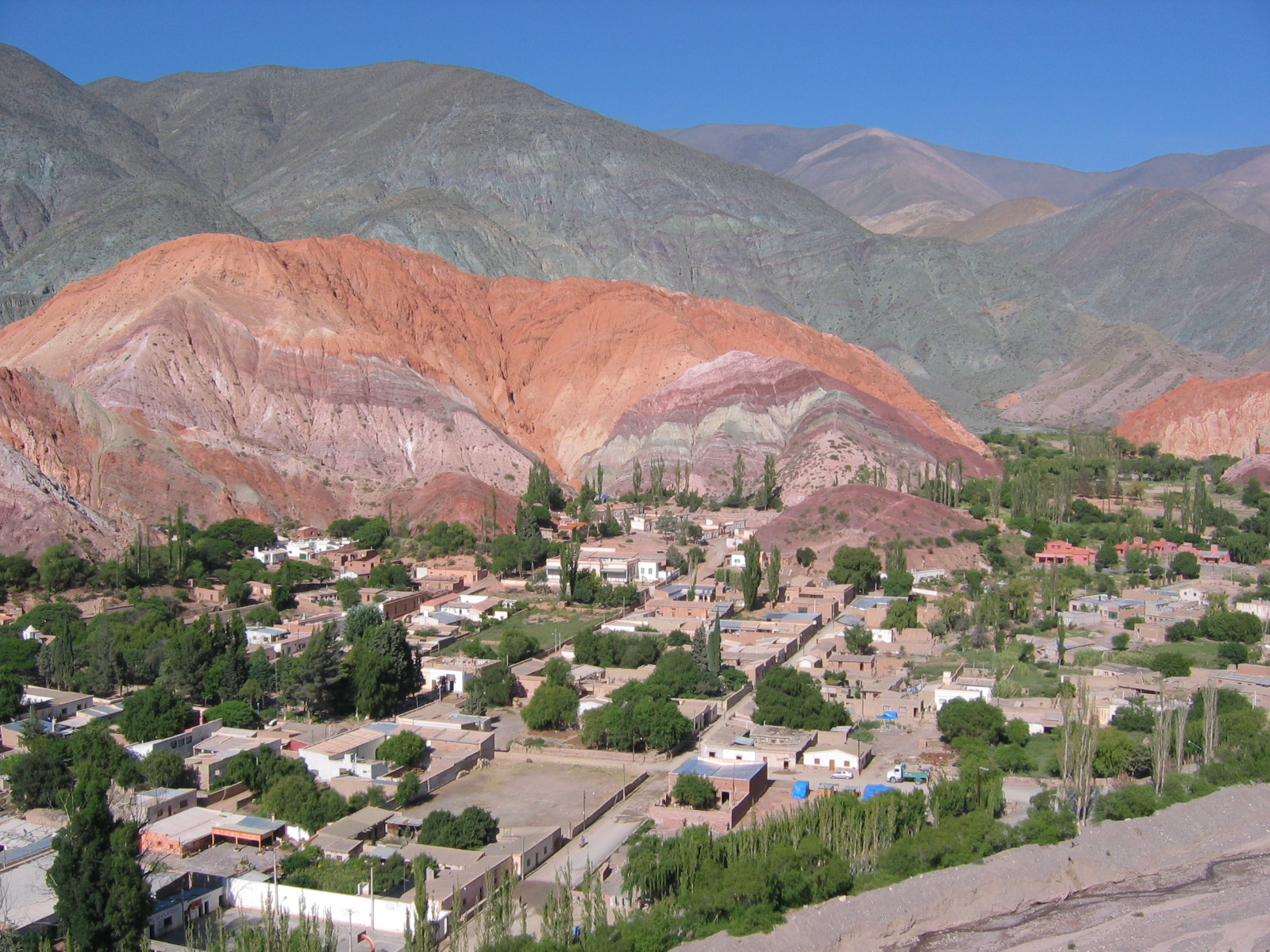
Ландшафт и природа провинции Хухуй, Аргентина

Жужуй — административная провинция и самая северная виноградарская область Аргентины и одна из ближайших к экватору в южном полушарии.
Зона расположена настолько близко к экватору, что даже подъём на средние высоты в 2000-3300 м над уровнем моря сохраняет среднегодовую температуру достаточно высокой, около 17 °C. С точки зрения осадков зона похожа на своих соседей, также является весьма сухой и общее среднегодовое количество едва достигает 140мм.
С точки зрения виноградарства и виноделия провинция совсем маленькая, буквально недавно начавшая свое развитие — общая площадь виноградников едва превышает 40 гектаров. Все они почти полностью заняты Мальбеком, Сира и Каберне-франом, красные сорта винограда занимают 92 % площади посадок. Белых и розовых сортов практически нет.

### Патагония

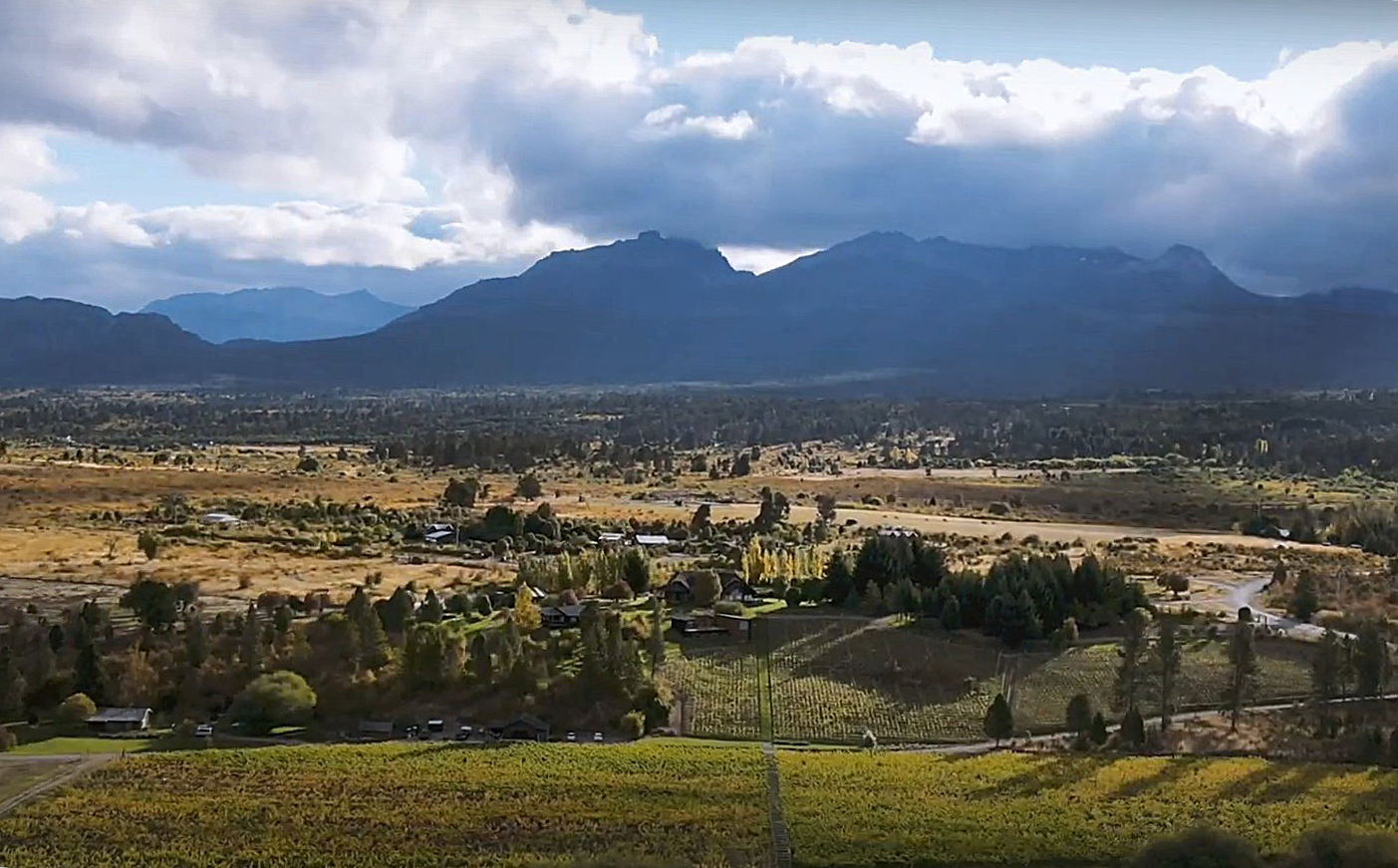
Виноградник в Патагонии

В южной части страны, в Патагонии, провинции Рио-Негро и Неукен традиционно были центрами производства фруктов, но в последнее время наблюдается рост посадок винограда, в частности сортов, приспособленных к прохладному климату, таких как Пино-нуар и Шардоне.
Ландшафт и климат Патагонии существенно отличаются от более северных винодельческих зон - здесь наличествуют большие равнинные территории, окруженные невысокими лесистыми горами, зона большого количества озер на западе и атлантическое побережье на востоке. Несмотря на то, что это одно из наименее очевидных мест в мире для качественного виноградарства, этот пустынный регион с его прохладным и сухим климатом хорошо зарекомендовал себя для производства элегантных красных и белых вин.
Виноградарская зона находится ближе к Андам, чем к Атлантическому океану, но на гораздо меньшей высоте, чем все предыдущие, в среднем участки лежат не выше 300-400м над уровнем моря. Патагония — это пустыня, и виноградарство возможно только у рек, где талая вода Анд используется для орошения. Классический климат пустыни с теплыми днями и холодными ночами продлевает вегетационный период в регионе, замедляя созревание винограда и позволяя ему полностью развить сортовой характер, сохраняя при этом кислотность и свежесть.
Патагония получила признание в винном мире благодаря двум винодельческим регионам, расположенным в ее северной части: более традиционному Рио-Негро и более молодому, все еще развивающемуся Неукену. Вина из этих двух зон более европейские по стилю, чем вина из центральных и северных регионов Аргентины, из-за более прохладного климата и более высоких широт. Хотя Мальбек по-прежнему играет важную роль в производстве патагонских вин, именно Пино Нуар стал культовым сортом винограда в регионе. Превосходные белые вина, изготовленные из Шардоне, Совиньон Блана и Рислинга, также демонстрируют большой потенциал региона.
В последние годы производители все больше продвигают границу виноделия на юг за 45-ю параллель в Чубуте.

#### Рио-Негро

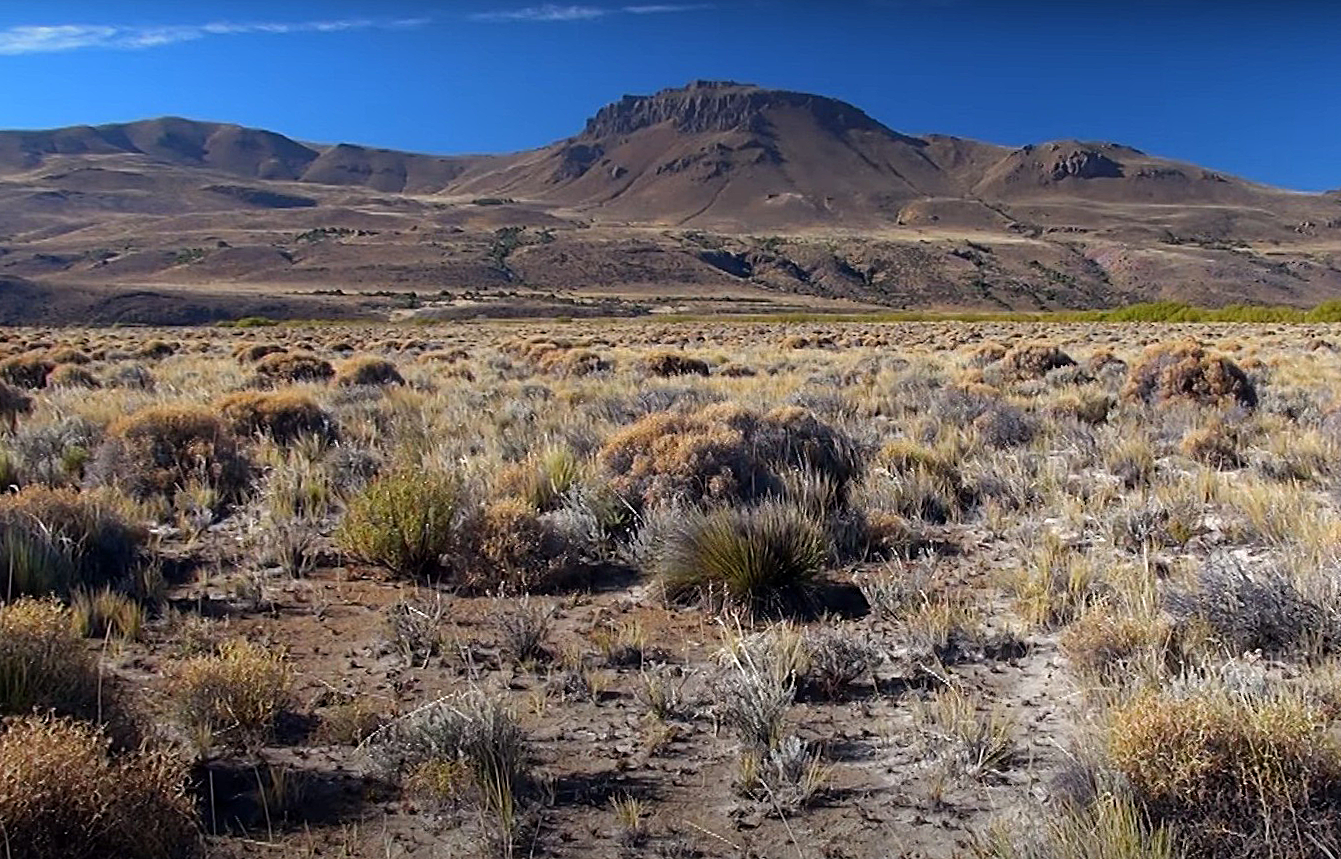
Природа берегов Рио-Негро, Аргентина

Рио-Негро - самая южная винодельческая зона Южной Америки, расположенная на севере региона Патагония.
Река Рио-Негро образуется в месте слияния талых вод рек Неукен и Лимай, а затем течет 530км к Атлантическому океану на востоке. В 1820-х годах британские колонисты проложили оросительные каналы в засушливой пустыне по обе стороны от Рио-Негро, сформировав "зеленый пояс" вдоль реки, пригодный для ведения сельского хозяйства. Хотя виноградарство составляет значительную часть этого региона, регион Рио-Негро больше известен своими яблоневыми и грушевыми садами.
Климат здесь прохладнее, чем в большей части остальной части Аргентины - среднегодовая температура в отдельных зонах может опускаться до 12 °C. С точки зрения осадков климат по-прежнему остается достаточно засушливым - годовая норма редко превышает 190-200мм. Высота над уровнем моря уже практически отсутствует - высшие точки виноградников едва достигают уровня в 400м.
Общая площадь виноградников около 1500 гектаров, которые на 2/3 заняты красными сортами - Мальбеком, Мерло и Пино Нуаром. Из белых сортов почти половину занимают три различных разновидности Торронтеса и относительно небольшие количества Шардоне и Совиньон Блана.

#### Неукен

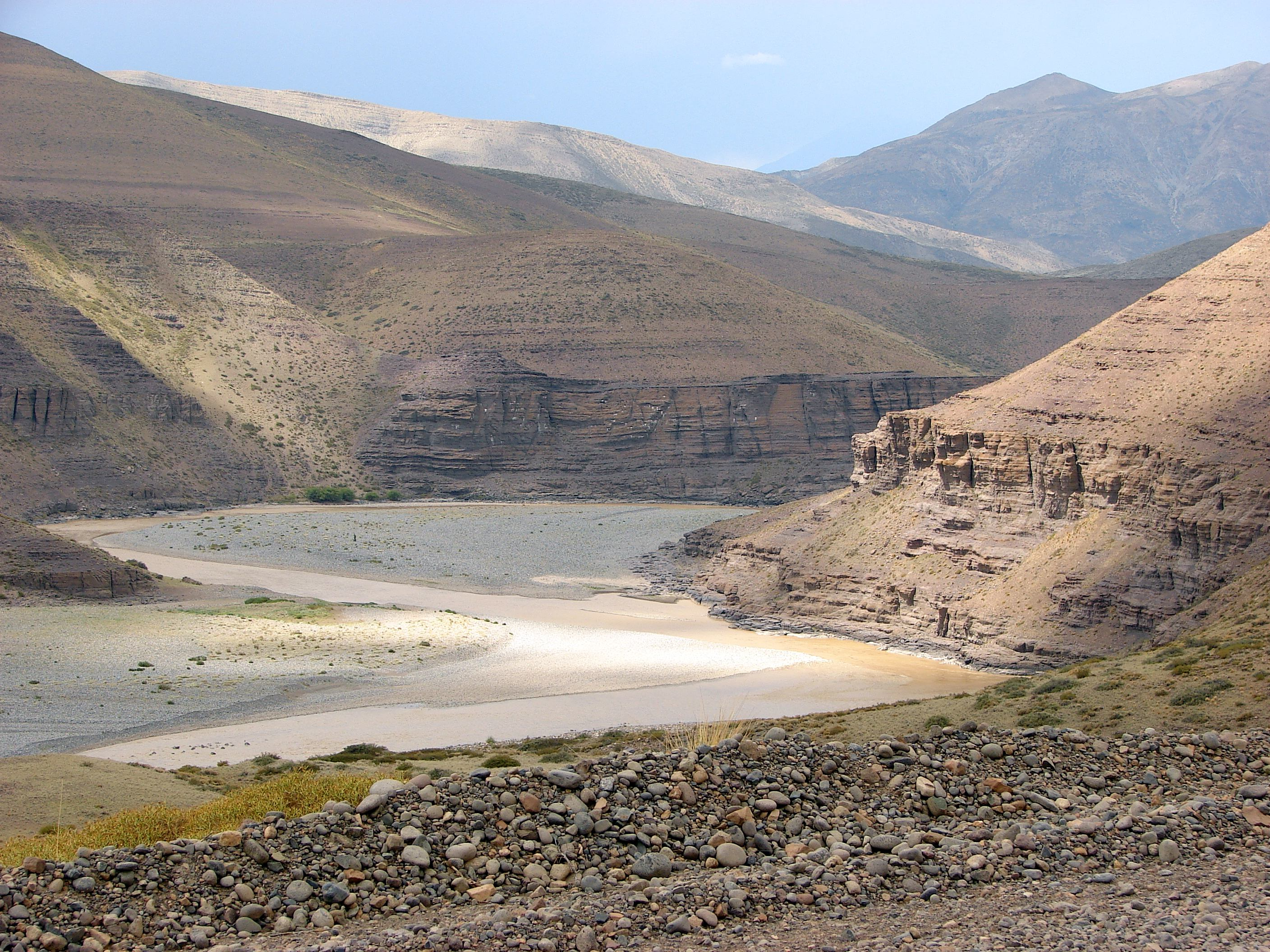
Река Неукен

Неукен - очень молодой винодельческий регион в Патагонии на юге Аргентины. Вино здесь производят в промышленных масштабах только с начала 2000-х годов, но регион уже продемонстрировал как значительный рост, так и перспективность.
Официально провинция Неукен занимает большую часть северной Патагонии, к югу от самого крупного винодельческого региона Аргентины - Мендосы. Климат здесь заметно отличается от большей части остальной части Аргентины. Высота составляет всего около 300 метров над уровнем моря - относительно небольшая цифра. Климат значительно прохладнее, чем в Мендосе, а Анды, расположенные в 240 км к западу, практически не влияют на виноградарство. Сильные ветры со стороны континента и яркое солнце создают в Неукене относительно умеренный и сухой климат. За теплыми солнечными днями следуют достаточно прохладные ночи, суточные колебания температуры, как следствие, продлевают вегетационный период. Как и во всех западных регионах Аргентины осадков очень немного - всего около 150 мм в год, поэтому требуется дополнительное орошение, обеспечиваемое рекой Неукен, которая приносит талую воду с Анд. Каменистые аллювиальные почвы хорошо дренированы и позволяют корневой системе глубоко проникать в землю.
Виноделие сосредоточено на площади в 1765 гектаров, преимущественно на землях окружающих небольшой городок Сан-Патрисио-дель-Чана. Около 85 процентов производства винограда из района отдана красным сортам - Мальбек, Каберне Совиньон, Мерло и Пино Нуар занимают из них почти 95%. Популярные белые сорта - Шардоне и Совиньон Блан, с небольшой добавкой Семийона и Торонтеса риохано.
Первые коммерческие виноградники в регионе были посажены совсем недавно, в 1999 году, после того как виноделы и инвесторы были воодушевлены международным успехом вин Мендосы. Новаторская винодельня, занимавшаяся освоением этой территории, Bodega del Fin del Mundo, с тех пор распродала часть участков другим производителям премиум-класса, форсируя развитие Неукена как винодельческого региона.

#### Чубут
Чубут - винодельческий регион на юге Патагонии в Аргентине. Здесь находятся одни из самых южных виноградников в мире, Сармьенто, которые лежат южнее 45-й параллели. Виноградники разбросаны по всему региону возле крупных рек и озер. Высота варьируется от 10 до 670 метров. Расположение возле водоемов помогает снизить вероятность заморозков. Среднегодовое количество осадков около 184мм, средняя температура около 13,4 °C. Благодаря этому и регулярным сильным ветрам получаются свежие фруктовые вина с хорошей кислотностью.
Регион скорее можно назвать экспериментальным - здесь всего-навсего 87га виноградников, но при этом целых 17 виноделен. Основными сортами являются Пино-нуар и Шардоне, которые делят между собой три четверти площадей. В небольшом количестве присутствуют Мерло, Рислинг и Торронтес.

#### Ла-Пампа
Расположенная в центре страны, провинция Ла-Пампа является переходным районом между регионами Аргентины, хотя по своему ландшафту, истории и культуре является частью Патагонии. Большая часть территории состоит из холмистых равнин с покатыми склонами. Климат умеренно-континентальный, с мягкой осенью и весной, теплым летом и холодной зимой - среднегодовая температура здесь достигает вполне комфортных 14°, а количество осадков увеличивается до 200мм. 270га виноградников разделены между Мальбеком, Каберне Совиньоном, Мерло, Каберне Франом, Пино-нуаром и Шардоне.
Несмотря на довольно большую площадь в регионе работает только одна винодельня - Bodega del Desierto, "винодельня пустыни".

### Атлантический регион
Поиск новых терруаров в разных местах Аргентины привел к расширению границ выращивания виноградных лоз до берегов Атлантики с новыми проектами в Чападмалале, Меданосе и Сьерра де ла Вентане, которые стартовали с 2007 года. Чападмалаль — самая восточная точка выращивания винограда в Аргентине. Регион состоит из невысоких гор и холмистых равнин, влажный климат, ветреный, с небольшой температурной амплитудой из-за близости океана.
Вина свежие, элегантные, с полной выразительной ароматикой. Основа производства - Совиньон Блан и Шардоне, а также игристые вина.

## Сорта винограда
Согласно аргентинскому закону о виноделии, если название сорта винограда указано на этикетке вина, то оно на 100%  должно быть произведено из этого сорта винограда.  Основой аргентинской винодельческой промышленности до начала XXI века были высокоурожайные сорта винограда с розовой кожицей Цереза (Cereza), Криолья Гранде (Criolla Grande), которые до сих пор составляют почти 30 % всех виноградных лоз, выращиваемых в Аргентине. Эти сильнорослые сорта способны давать много гроздей общим весом в несколько килограммов, малотребовательны к уходу, но вина, как правило, не имеют заметных достоинств, легко окисляются и часто имеют заметную остаточную сладость. Эти сорта сегодня в основном используются для изготовления дешевого вина, продаваемого в картонных литровых коробках (тетра-пак), или перерабатываются на концентрат виноградного сока, который экспортируется по всему миру (одним из важных рынков для него является Япония).
В конце XX века, когда аргентинское виноделие сместило акцент с производства массового вина на производство вин премиум-класса, предназначенных для экспорта, большую известность приобрел Мальбек  и сегодня именно этот сорт является наиболее широко выращиваемым сортом красного винограда. За ним следуют Бонарда, Каберне-совиньон, Сира и Темпранильо. Влияние итальянских иммигрантов привело к появлению в стране множества итальянских сортов с заметной площадью посадок. Список их включает Санджовезе, Корвину, Барберу, Дольчетто, Неббиоло и другие.
Педро Гименес — самый популярный сорт белого винограда (отличающийся, но возможно генетически связанный с  сортом Педро Хименес из Испании). Виноград известен своими полнотелыми винами с высоким содержанием алкоголя, и так же используется для производства виноградного концентрата. Важнейшими сортами для производства вин высокого качества являются Шардоне и Торронтес.
В Аргентине выращивают 58,5 %  красных сортов, 18 % белых сортов и 23,5 % розовых. 
| Сорт                   | Цвет    | Площадь посадок в 2020 году | Площадь посадок в 2000 году | Изменение 2000-2020 |
| ---------------------- | ------- | --------------------------- | --------------------------- | ------------------- |
| Мальбек                | черный  | 45 657                      | 16 347                      | 29 310              |
| Цереза                 | розовый | 26 196                      | 31 665                      | -5 469              |
| Бонарда                | черный  | 18 153                      | 14 989                      | 3 164               |
| Каберне Совиньон       | черный  | 14 129                      | 12 198                      | 1 931               |
| Криолья гранде         | розовый | 13 348                      | 24 641                      | -11 293             |
| Сира/Шираз             | черный  | 11 797                      | 7 915                       | 3 882               |
| Педро Гименес          | белый   | 9 587                       | 15 100                      | -5 513              |
| Торронтес риохано      | белый   | 7 659                       | 8 180                       | -521                |
| Шардоне                | белый   | 5 854                       | 4 624                       | 1 230               |
| Темпранильо            | черный  | 5 430                       | 4 335                       | 1 095               |
| Москатель росадо       | розовый | 5 330                       | 10 655                      | -5 325              |
| Мерло                  | черный  | 5 062                       | 5 513                       | -451                |
| Аспиран Буше           | черный  | 4 700                       | 356                         | 4 344               |
| Мускат александрийский | белый   | 2 278                       | 5 538                       | -3 260              |
| Анчелотта              | черный  | 2 222                       | 6                           | 2 216               |
| Пино Нуар              | черный  | 1 993                       | 1 047                       | 946                 |
| Совиньон блан          | белый   | 1 949                       | 826                         | 1 123               |
| Шенен блан             | белый   | 1 744                       | 3 591                       | -1 847              |
| Торронтес санхуанино   | белый   | 1 628                       | 3 165                       | -1 537              |
| Санджовезе             | черный  | 1 391                       | 2 491                       | -1 101              |
| Каберне Фран           | черный  | 1 352                       | 206                         | 1 146               |
| Юни блан               | белый   | 1 288                       | 2 846                       | -1 558              |

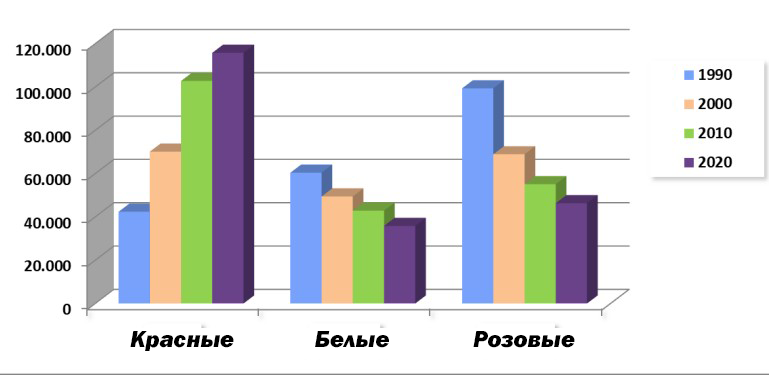
Изменение площадей винограда в Аргентине (1990-2020)

- Красные сорта наиболее распространены в Мендосе (93 368 га) и Сан-Хуане (12 068 га).
- Белые сорта наиболее популярны в регионах Мендоса (22 701 га) и Сан-Хуан (8282 га).
- Розовые сорта чаще всего выращивают в  Мендосе (32 931 га) и Сан-Хуане (11 609 га)[11]